# 特雅·多拉
特奧多拉·帕芙洛夫斯卡（1992年—），藝名特雅·多拉（Теја Дора / Teya Dora），塞尔维亚女歌手和词曲作者。以单曲《Džanum》而闻名，该单曲迅速在社交媒体平台TikTok上走红，巅峰时期曾在Spotify全球点击量前200名中排名第二。   该单曲还进入公告牌克罗地亚歌曲排行榜前十名。
作为一名音乐艺术家，她于2019年7月发表了她的第一首歌曲《Da na meni je》，这也是她在2018年底自己创作的。这首单曲一炮走红，很快让她在塞尔维亚音乐界广为人知。 Teya Dora 还因与塞尔维亚电影系列《南风》（Juzni Vetar）的合作而闻名，她在2020年至2023年间为其配乐创作了多首单曲2023年，她发行了单曲《Džanum》，貝爾格萊德校園槍擊案后，该单曲迅速在社交媒体平台TikTok上走红。同一首单曲还在公告牌克罗地亚歌曲排行榜上排名第六。